# Cruz da Marinha
A Cruz da Marinha é a mais alta condecoração dada pelo Departamento da Marinha dos Estados Unidos e a segunda em valor. A medalha só é dada a membros do Marinha dos Estados Unidos, do Corpo de Fuzileiros e da Guarda Costeira mas a condecoração pode também ser dada a qualquer membro das Forças Armadas Americanas e até mesmo a militares estrangeiros.